# Медіасистема Німеччини

## ЗМІ країни (короткі історичні факти)

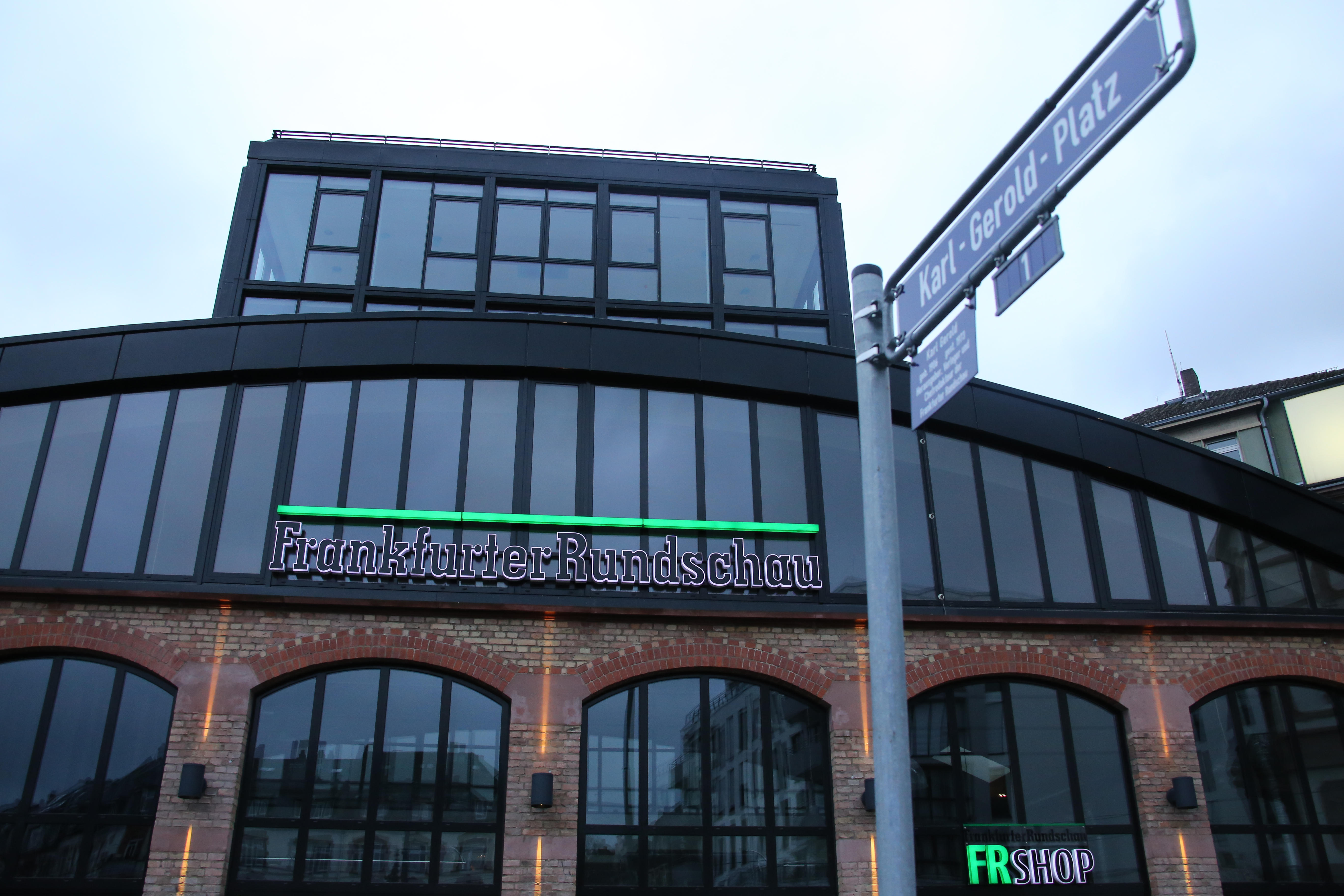
Frankfurter Rundschau

- Frankfurter Rundschau 1945 — Після нацистського панування в Німеччині спочатку виходили лише так звані ліцензійні газети. В американській окупаційній зоні 1 серпня 1945 року була видана перша ліцензія газеті «Frankfurter Rundschau».
- 1950 — Шість західнонімецьких радіостанцій укладають у Бремені угоду про «Заснування Робочої спілки публічно-правових радіостанцій Федеративної Республіки Німеччина».
- 1984 — У місті Людвіґсгафені-на-Рейні розпочинає телевізійні передачі «Програмне товариство кабельного і супутникового мовлення», скорочено PKS. Це момент народження приватного телебачення в Німеччині.
- 1995 — Як перша німецька щоденна газета ліволіберальна «taz» вийшла онлайн через шість років після народження World Wide Web — Всесвітньої мережі. Після свого «Go-live» ком'юніті «digitaz» почала стрімко розвиватися.
- 1997 — Близько 4,1 мільйона німецьких громадян, старших 14 років, користуються новими підключеннями онлайн, принаймні зрідка. У 2014 році їх уже близько 55,6 мільйона, що становить 79,1 відсотка всіх, кому в Німеччині більше чотирнадцяти.
- 2014 — Близько 28 мільйонів чоловік у Німеччині користуються фейсбуком. За даними опитування Інституту соціальних досліджень Алленсбаха 1 мільйон німців часто використовують твіттер. Але найбільше користувачів з-поміж соціальних мереж має WhatsApp — майже 35 мільйонів.

## Загальна характеристика медіа

Press freedom 2022

Німеччина має багатоголосий і вільний медійний простір. Дигіталізація започатковує глибинні структурні зміни.
Свобода преси та вільне висловлення думки забезпечуються в Німеччині на високому рівні та захищаються конституцією. В статті 5 Основного закону говориться: «Кожен має право висловлювати свою думку усно, письмово або шляхом зображення, розповсюджувати її, а також без перешкоди одержувати інформацію із загальнодоступних джерел. (…) Цензури не існує.»
В «Індексі свободи преси» («Press Freedom Index») неурядової організації «Репортери без кордонів» Німеччина в 2017 році розташувалася на 16-му місці серед 180.
Існує розмаїття точок зору, плюралізм інформації. Преса перебуває не в руках урядів або партій, а передусім у руках приватних медійних підприємств.

## Свобода преси і слова
Свобода комунікації в Німеччині передбачає, що органи влади зобов'язані давати інформацію журналістам. Правові норми у сфері преси регулюються законами федеральних земель про пресу. До них належить обов'язкова публікація вихідних даних, обов'язок журналістів ретельно перевіряти й повідомляти правдиву інформацію, а також право журналістів на відмову виступати свідком у суді. Орган самоконтролю видавців і журналістів — Німецька рада з питань преси, яка розглядає випадки порушення правил ретельної перевірки матеріалів і журналістської етики.

## Преса
До багатоголосого медійного простору належать 329 переважно регіональних щоденних газет, 20 тижневиків, а також 1590 журналів для широкої публіки (2014 р.). Після Китаю, Індії, Японії та США Німеччина є п'ятим за розміром газетно-журнальним ринком у світі. Щодня тут продаються після виходу 17,54 млн примірників щоденних газет і 5 мільйонів примірників тижневиків і недільних часописів (2014 р.).
Водночас ця галузь перебуває в процесі глибоких структурних змін. Щоденні газети вже протягом останніх 15 років регулярно втрачають в середньому від 1,5 до 2 відсотків свого вже оплаченого тиражу. Понад 100 газет у відповідь на культуру безкоштовного доступу в інтернеті вже запровадили платне користування.

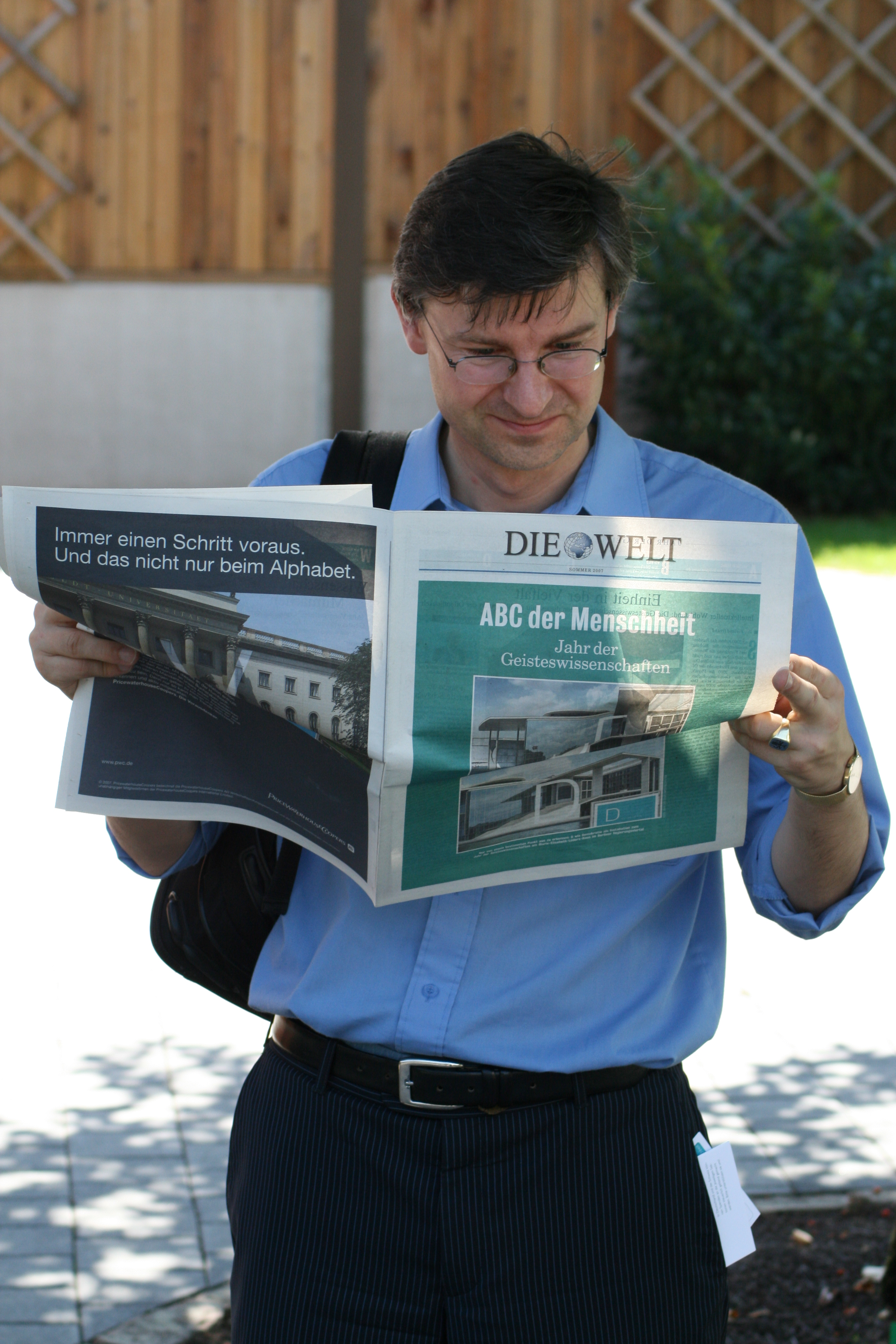
Die Welt

### Газети і журнали
- Frankfurter Allgemeine Zeitung — німецька надрегіональна якісна газета;
- Süddeutsche Zeitung — найбільша щоденна газета Німеччини, видається в Мюнхені;
- Die Welt — німецька щоденна громадсько-політична газета, видається у Берліні;
- Frankfurter Rundschau — надрегіональна газета Німеччини, видається у Франкфурті-на-Майні.;
- Handelsblatt — щоденна фінансово-економічна ділова газета Німеччини;
- Focus — сучасний німецький суспільно-політичний часопис;
- Der Spiegel — німецький інформаційний щотижневий журнал (ілюстрований, кольоровий), публікується в Гамбурзі;
- Die Zeit — німецька щотижнева газета;
- Bild — найбільша німецька щоденна ілюстрована газета-таблоїд;
- The Local.

## Телерадіокомпанії
Публічно-правове теле- і радіомовлення організоване за британським зразком (ARD, ZDF, Deutschlandfunk) як корпорації або установи публічного права, що фінансуються за рахунок податків; воно є другою опорою медійного простору, який базується на дуальному принципі приватного і громадського, залишаючись по суті без змін від часу заснування Федеративної Республіки Німеччина в 1949 році. Щомісячний збір на радіо й телебачення, починаючи з 2015 року, становить 17,50 євро. Крім того, з 1980-х років на ринку існує чимало приватних радіо- і телеканалів. У 2014 році кожне домогосподарство могло приймати в середньому 78 телевізійних каналів. Усього ж існує майже 400 програм, включаючи декілька платних каналів.
Найважливішими передачами телевізійних новин є «Щоденний огляд новин» («Tagesschau») і «Теми дня» («Tagesthemen») компанії ARD, «сьогодні» («heute») і «сьогоднішній журнал» («heute journal» ZDF), а також «актуальне від RTL». Лише в Берліні, який належить до 10 найбільших медійних міст світу, працюють 900 акредитованих у парламенті кореспондентів і 400 зарубіжних репортерів з 60 країн.

### Громадське телерадіомовлення
Німецькі держканали об'єднані в спілку ARD. Вони покликані інформувати про новини і розважати.
Das Erste та ZDF мовлять на федеральному рівні. За регіональні новини відповідають 9 медіа-мовників.
Обидва державні канали та регіональні фінансуються із зборів Rundfunkgebühr ARD / ZDF. Тому після 8 вечора в програми не вставляють рекламу.
Громадський сегмент німецького телебачення дуже різноманітний. Це більше двадцяти телеканалів і радіостанцій. Центральним новинним каналом вважається перший німецький канал - Das Erste. Тут є і спорт, і фільми, і серіали. Але основний напрямок - це об'єктивна оцінка подій в країні і за кордоном. Відзначимо, що головна дирекція каналу знаходиться в Мюнхені, а не в Берліні. Телевізійний канал, крім політики та розваг, пропонує некомерційні програми для сімейного перегляду і музичні передачі, розповідає про церковне життя.
WDR - громадське ТБ Північної Рейн-Вестфалії - ще один лідер інформаційного простору Німеччини. Тут безліч різних програм і проектів. Тематика - від останніх новинок моди до глибокого аналізу політичних і економічних подій в Німеччині і за її межами. Спорт, культура, відпочинок та розваги, поради споживачам і оперативні Новини- стандартне меню цього телемовника, який об'єднує безліч регіональних ТБ і станцій в радіоефірі.
Понад 90 відсотків глядачів отримують телевізійний сигнал по кабелю або через супутник. Відповідно платне телебачення і на сьогодні у Німеччині не має значного впливу.
Для радіо й телебачення в Німеччині існують дві принципово відмінні форми організації та фінансування. Приватні телерадіокомпанії майже виключно фінансуються за рахунок рекламних надходжень, публічно-правові— за рахунок зборів за користування приймачами та реклами, зате зв'язані певними правовими зобов'язаннями стосовно своїх програм.
Є дев'ять публічно-правових телерадіокомпаній, розподілених по федеральних землях і об'єднаних у Робоче співтовариство телерадіокомпаній у Німеччині (ARD). Вони всі разом роблять Першу програму німецького телебачення (Das Erste), водночас випускаючи і власні телевізійні та радіопрограми. Іншими публічно-правовими компаніями є «Deutschlandradio» і ZDF, яка не випускає регіональних телепередач і не здійснює радіотрансляції.

### Телеканали

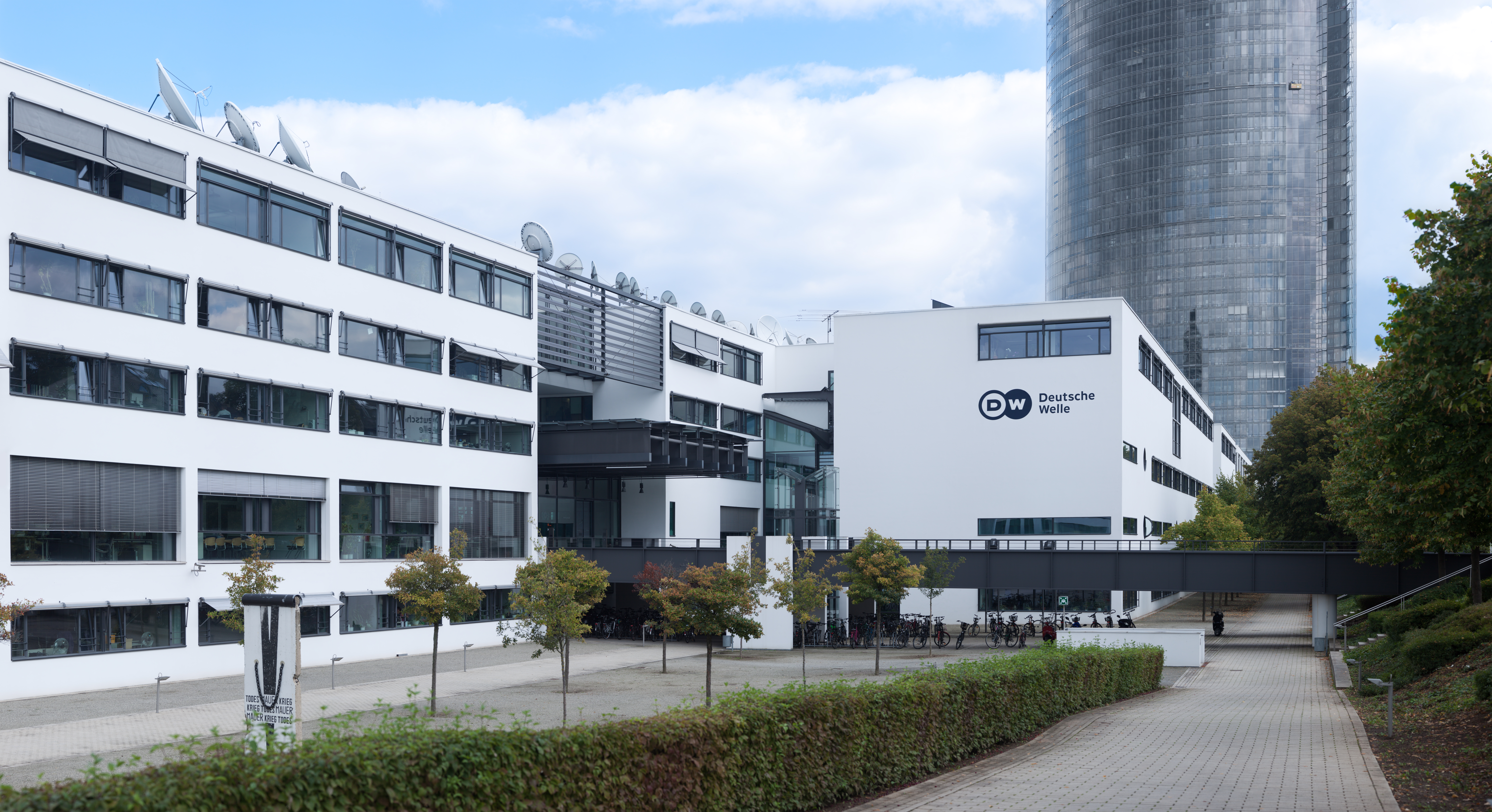
Deutsche Welle

- ARD — найбільший телерадіоконсорсіум, робить важливий внесок для суспільства, урізноманітнює погляди, забезпечує демократію та інтеграцію;
- ZDF — німецька громадська телевізійна компанія, фінансується за рахунок плати за громадське мовлення та реклами;
- N-tv — німецький новинний телеканал (світові новини, економіка, спорт);
- N24 — безкоштовний спеціалізований комерційний телеканал Німеччини інформаційно-новинної тематики;
- RTL — найбільший комерційний телеканал Німеччини зі штаб-квартирою в Кельні, мовлення якого здійснюється через кабель, супутник та Інтернет. Deutsche Welle

### Радіостанції
- ARD;
- Deutschlandradio;
- Deutsche Welle.

## Німецька хвиля
Німецька хвиля (Deutsche Welle, DW) є державною телерадіокомпанією Німеччини і членом об'єднання ARD (Робоча спільнота публічно-правових радіостанцій Федеративної Республіки Німеччина). DW здійснює передачі 30 мовами, вона пропонує прийом телепередач (DW-TV), радіо й інтернет (dw.de), а також сприяє розвиткові міжнародних ЗМІ навчанням у своїй Академії Німецької хвилі. У 2015 році ця телерадіостанція, орієнтована на закордон, запровадила цілодобову програму англійською мовою.

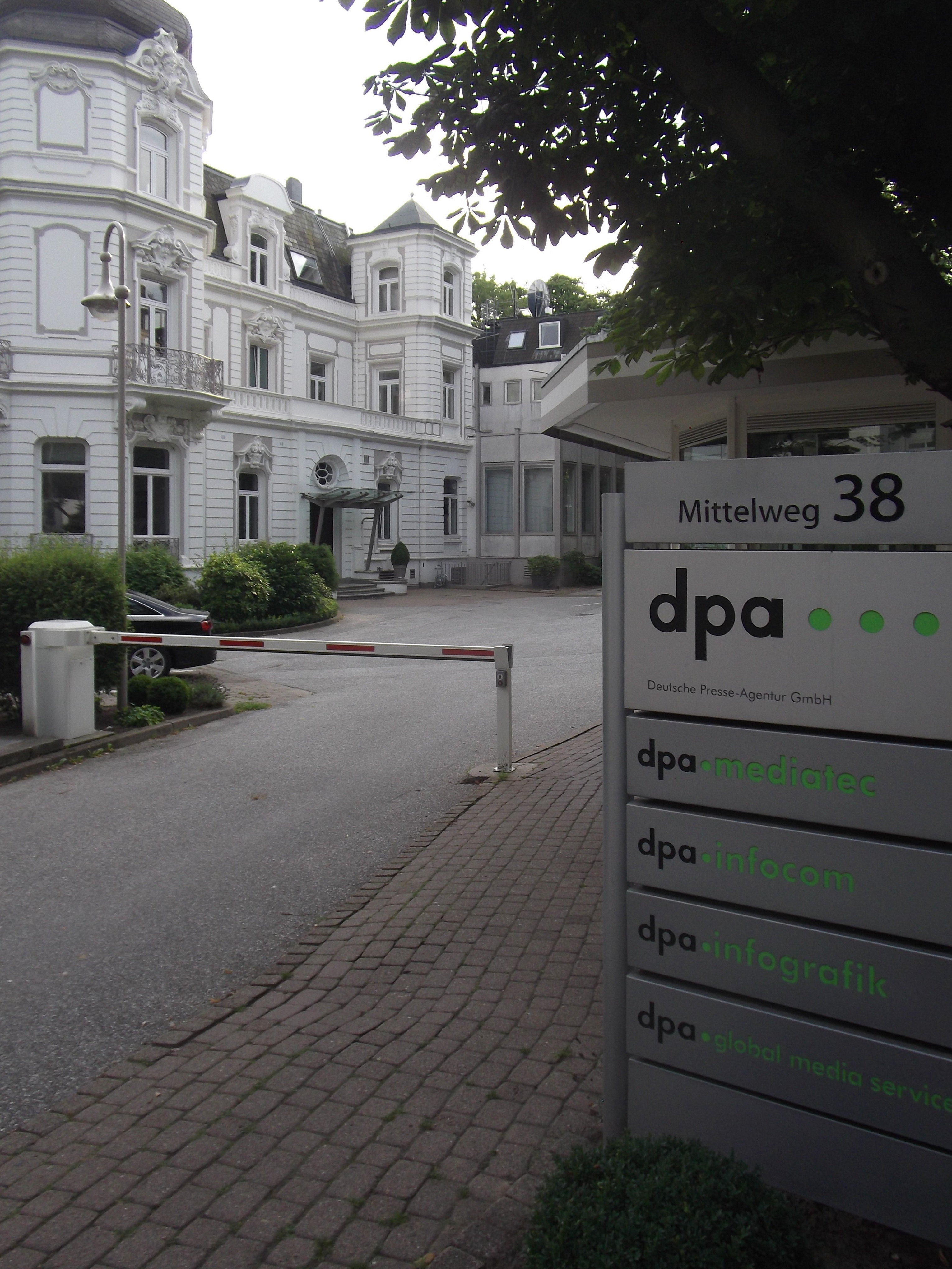
Deutsche Presse-Agentur

## Інтернет
Дигіталізація медійного світу, інтернет, динамічне зростання кількості мобільних терміналів і переможний марш соціальних мереж помітно змінили поведінку користувачів мас-медіа. 55,6 мільйона німців, старших 14 років (79 відсотків) перебувають онлайн. Кожен користувач всесвітньої мережі у 2014 році перебував щотижня протягом 5,9 дня онлайн і щодня був у мережі протягом 166 хвилин; кожен другий користується мобільним інтернетом. Крім того, майже половина користувачів інтернету є членами приватних ком'юніті. Цифрова революція створила нове поняття громадськості, соціальні медіа та блогосфера є дзеркалом відкритого діалогового суспільства, в якому кожен може брати участь у дискурсі, формуючи громадську думку. Чи стануть інтерактивні майданчики зборів в інтернеті водночасно фундаментом цифрової журналістики майбутнього — доведеться почекати. Наприклад, у Німеччині з нетерпінням спостерігають за розвитком започаткованого в 2014 році як краудфандинг-проект онлайнового журналу «Krautreporter».

## Інформаційні агентства
Найбільшим німецьким інформаційним агентством є «Deutsche Presse-Agentur» (dpa). Разом із AFP, Reuters і AP воно належить до провідних міжнародних агентств новин.